# 山本美香
山本美香（日语：／ Yamamoto Mika，1967年5月26日—2012年8月20日），日本女性戰地記者，生於山梨縣都留市，曾任獨立媒體Japan Press記者，以戰地報導聞名。

## 生平
其父山本孝治，曾擔任朝日新聞記者。
1990年畢業於都留文科大學英文系後，進入朝日電視台所屬的朝日ニュースター，擔任記者。1995年，轉到Asiapress international。
2003年，伊拉克戰爭期間前往採訪，美軍坦克突襲巴格達一間酒店時僥倖脫險，其報導得到日本上田賞特別賞。
2012年，採訪敍利亞內戰。在敘利亞北部城市阿勒坡隨同敘利亞自由軍進行採訪時，遭敍利亞政府軍襲擊，受到槍擊，導致嚴重出血，遇難身亡。

## 婚姻
山本美香與記者同事佐藤和孝有長達15年的普通法婚姻關係。